# アントニエッタ・ステッラ
アントニエッタ・ステッラ（Antonietta Stella, 1929年3月15日 - 2022年2月23日）は、イタリアの歌手（ソプラノ）。
1950年代から1960年代におけるイタリアの代表的な「スピント・ソプラノ」の歌手の一人であり、特にヴェルディやプッチーニ作品での歌唱で知られた。イタリア国外でも3度にわたるNHKイタリア歌劇団公演での来日など幅広く活躍した。

## 来歴
アントニエッタ・ステッラ、本名マリア・アントニエッタ・ステッラは1929年3月15日、イタリア・ウンブリア州ペルージャに生まれる。地元のリチェオ・ムジカーレ・ディ・ペルージャで学んだあとローマに出てサンタ・チェチーリア音楽院で学ぶ。1949年にボローニャ、1950年にスポレートでそれぞれ行われたコンクールで優勝し、1950年にスポレートにおけるヴェルディ『イル・トロヴァトーレ』の公演でレオノーラを歌いデビューを飾る。翌1951年にはヴェルディ『運命の力』のレオノーラでローマ歌劇場にデビューするが、この公演でのドン・アルヴァーロはマリオ・デル＝モナコが歌っていた。早くもイタリア国内はもとよりシュトゥットガルト、ヴィースバーデンおよびミュンヘンなど当時の西ドイツの歌劇場にも客演を果たす。スカラ座には1953-1954年のシーズンに初出演を果たし、ヴェルディ『オテロ』のデスデーモナを歌って表題役のデル＝モナコ、ヤーゴのパオロ・シルヴェッリと共演した。スカラ座には1963年まで定期的に出演し、ヴェルディでは『椿姫』のヴィオレッタ、『ドン・カルロ』のエリザベッタ、『仮面舞踏会』のアメリアおよび『アイーダ』の表題役、プッチーニでは『トスカ』と『蝶々夫人』の表題役、『ラ・ボエーム』のミミといった役どころを歌い、その他ジョルダーノ『アンドレア・シェニエ』のマッダレーナをスカラ座でのレパートリーとした。
1955年、ステッラはウィーン国立歌劇場、パリのガルニエ宮、ブリュッセルのモネ劇場およびシカゴ・リリック・オペラにデビューし、翌1956年にはメトロポリタン歌劇場（メト）にデビュー。メトには1960年まで出演し、その間の1958年には日本の木版画を髣髴させるような『蝶々夫人』の新演出の舞台では賞賛され、『イル・トロヴァトーレ』の新演出での歌唱も「熟練さ、かつエレガントで魅惑的」と評価された。メトへのデビューと同じ1956年には、NHK招聘「第1次NHKイタリア歌劇団」のメンバーとして日本を訪れる。しかし、この公演ではステッラはたった1日しか歌っていない。ステッラは『アイーダ』と『トスカ』の表題役をルチアーナ・ベルトッリとのダブルキャストで歌う予定であったが、マネージャーと揉めていたところに随伴の指揮者ヴィットリオ・グイとそりが合わなかったことが重なって、東京宝塚劇場での『アイーダ』の初日の公演（1956年9月29日）を歌っただけで帰国してしまった。ステッラの帰国のとばっちりを受けたのはベルトッリで、宝塚大劇場での大阪公演でアイーダを二夜にわたって歌ったところ声が出なくなり、宝塚大劇場での『トスカ』の公演は取りやめとなった。
前述のようにメトでも好評を博したステッラであったが、病気を理由にして1960年のシーズン閉幕を待たずに帰国する。ところが、帰国して一週間たたないうちにスカラ座の舞台に立ったことからメトから訴訟を起こされ、最終的には2年もの間アメリカの舞台への出演が禁じられることとなった。1963年には「第4回NHKイタリア歌劇団」のメンバーとして再来日。オリヴィエーロ・デ・ファブリティースの指揮で『イル・トロヴァトーレ』のレオノーラをクラウディア・パラーダとのダブルキャストで歌い、日本初演となるプッチーニ『西部の娘』のミニーも歌った。この時はトラブルはなかったものの、同じ1963年にスカラ座でフランコ・コレッリとの共演による『西部の娘』の公演は調和がとれず、以降スカラ座で歌うことはなかった。1967年にも「第5回NHKイタリア歌劇団」で三度目の来日を果たし、ファブリティースの指揮で『仮面舞踏会』（原典版での日本初演）のアメリアを歌った。スカラ座との決別後は1975年まで主にローマやナポリで歌い、その後引退した。
ステッラの活躍した時代のソプラノにはマリア・カラスとレナータ・テバルディという2つの巨星がいたため、ステッラを含めた同じ世代のソプラノはやや影が薄くなった感はあるが、ドニゼッティ『シャモニーのリンダ』やマイアベーア『アフリカの女』、ヴェルディ『レニャーノの戦い』や『シモン・ボッカネグラ』を含む価値あるレコーディングを行った。「イタリア・ソプラノ界で馬力で歌える人は、そんなにいないと思います」、イタリア歌劇団に関わった元NHKチーフディレクターの武石英夫によるステッラ評である。
2022年2月23日、死去。

## 主なディスコグラフィ・フィルモグラフィ
- ヴェルディ『シモン・ボッカネグラ』（アメリア・グリマルディ）：シルヴェッリ、マリオ・ペトリ、カルロ・ベルゴンツィ、ワルター・モナケージ：フランチェスコ・モリナーリ＝プラデッリ指揮：1951年RAIローマ放送：Warner Fonit 5050467 7906-2（CD）[10]
- ヴェルディ『ドン・カルロ』（エリザベッタ）：マリオ・フィリッペスキ、ボリス・クリストフ、ティート・ゴッビ、ジュリオ・ネーリ、エレーナ・ニコライ：ガブリエーレ・サンティーニ指揮：1954年ローマ歌劇場：Naxos Historical 8.111132-4（CD）[11]
- ヴェルディ『椿姫』（ヴィオレッタ）：ジュゼッペ・ディ・ステファノ、ゴッビ、ジュゼッペ・ザンピエリ、エルヴィラ・ガラッジ：トゥリオ・セラフィン指揮：1955年スカラ座：Naxos Historical 8.111272-3（CD）[12]
- ジョルダーノ『アンドレア・シェニエ』（マッダレーナ）：デル＝モナコ、ジュゼッペ・タッデイ、ルイーザ・マンデッリ：アンジェロ・クエスタ指揮：1955年RAIミラノ放送：Great Opera Performances G.O.P. 66359（CD）/ Premiere Opera Ltd. DVD 5065（DVD）[13]
- ドニゼッティ『シャモニーのリンダ』（リンダ）：チェーザレ・ヴァレッティ、タッデイ、フェードラ・バルビエーリ、ピエロ・デ・パルマ：セラフィン指揮：1956年サン・カルロ劇場：Great Opera Performances G.O.P. 66349（CD）[14]
- プッチーニ『トスカ』（トスカ）：ジャンニ・ポッジ、タッデイ、レオ・パディス、パルマ：セラフィン指揮：1957年サン・カルロ劇場：Live Opera Heaven Ltd. C 1371（CD）[15]
- プッチーニ『ラ・ボエーム』（ミミ）：ポッジ、グィド・マッツィーニ、レナート・カペッキ、ブルーナ・リツォッリ：モリナーリ＝プラデッリ指揮：1957年サン・カルロ劇場：Philips Collectors Operas 442 106-2（CD）[16]
- ヴェルディ『仮面舞踏会』（アメリア）：ポッジ、エットーレ・バスティアニーニ、アドリアーナ・ラツァリーニ：ジャナンドレア・ガヴァッツェーニ指揮：1960年スカラ座：DG Double 445 454-2（CD）[17]
- ヴェルディ『ドン・カルロ』（エリザベッタ）：フラヴィアーノ・ラボー、クリストフ、バスティアニーニ、イーヴォ・ヴィンコ、フィオレンツァ・コッソット：サンティーニ指揮：1961年スカラ座：DG 437 739-2（CD）[18]
- ヴェルディ『レニャーノの戦い』（リーダ）：コレッリ、バスティアニーニ、マルコ・ステファノーニ、シルヴィオ・マイオニカ：ガヴァッツェーニ指揮：1961年スカラ座：Opera d'Oro 1367（CD）[19]
- ヴェルディ『イル・トロヴァトーレ』（レオノーラ）：ベルゴンツィ、コッソット、バスティアニーニ、ヴィンコ：セラフィン指揮：1962年スカラ座：DG 477 5662（CD）[20]
- ジョルダーノ『アンドレア・シェニエ』（マッダレーナ）：コレッリ、マリオ・セレーニ、アンナ・ディ・スタジオ：サンティーニ指揮：1963年ローマ歌劇場：Walhall Eternity Series WLCD 0197（CD）[21]
- マイアベーア『アフリカの女』（セリカ）：ニコラ・ニコロフ、マルゲリータ・リナルディ、アルド・プロッティ、ヴィンコ、プリニオ・クラバッシ：フランコ・カプアーナ指揮：1963年サン・カルロ歌劇場：Melodram MEL 459（LP）[22]
- ヴェルディ『仮面舞踏会』（アメリア）：ベルゴンツィ、マリオ・ザナージ、ルチア・ダニエリ、マルゲリータ・グリエルミ：ファブリティース指揮：1967年9月10日東京文化会館（第5回NHKイタリア歌劇団）：キングレコード KIBM-1047（DVD）[23]

### サイト
- “Career” (英語). Antonietta Stella - web site about a great Italian soprano.   Marja-Leena Pelho. 2013年6月18日閲覧。
- “Antonietta Stella” (英語). Opera Arts.   Opera Arts. 2013年6月18日閲覧。
- “1956年第1次イタリア歌劇団公演”. 「NHKイタリア歌劇団」 (イタオペ) は 永久に不滅です.   （元）歌う蔵元. 2013年6月18日閲覧。

### 印刷物
- NHK交響楽団 編『NHK交響楽団四十年史』NHK交響楽団、1967年。
- NHK交響楽団（編）「NHK交響楽団全演奏会記録2 戦後編・1（1945~1973）」『Philharmony』第73巻第2号、NHK交響楽団、2001年。
- 中川右介（司会・構成）、武石英夫、松坂茂樹、小山正「座談会 伝説のイタリア・オペラ」『クラシックジャーナル』 32巻、アルファベータ、2008年、57-81頁。ISBN 978-4-87198-742-4。